# Bulbophyllum trongsaense
Bulbophyllum trongsaense — вид орхідей. Описаний у 2020 році.

## Поширення
Ендемік Бутану. Поширений лише в окрузі Тронгса.